# Болотна черепаха європейська
Боло́тна черепа́ха європе́йська (Emys orbicularis) — вид прісноводних черепах, єдиний представник ряду черепах у фауні України.
Emys orbicularis вважається одним з найцікавіших європейських плазунів, чиє середовище існування треба обов'язково захищати, і з цієї причини вона внесена до Додатку II Директиви 92/43/EEC щодо місць проживання. Ці тварини дуже чутливі до погіршення середовища існування, тож їх можна вважати «видом-показником» якості довкілля. Вид також внесений до Додатку II Бернської конвенції, що забороняє володіння ними та продаж. В Україні збереглася найбільша в Європі популяція болотяних черепах.
З'ясувалося, що через вплив людини, в багатьох країнах європейську болотну черепаху переселили у місцевості, які розташовані далеко від її початкового ареалу. Проте можна визначити місце та вказати регіон їхнього походження за допомогою генетичного дослідження.

## Етимологія
Ще Арістотель згадував болотну черепаху, де говорив про «водяну полівку» (mus aquaticus). У I столітті нашої ери Пліній вперше використав назву «emys». Європейська болотна черепаха (Emys orbicularis) отримала латинську назву Testudo lutaria від Конрада Геснера 1617 року.

## Опис
Довжина карапаксу сягає 23 см (зазвичай 16 — 18 см), ширина до 17 см, висота до 8 см. Має вигляд овалу, гладенький, не має виступів. На щелепах немає зубів, їх завдання виконують гострі рогові пластини. Вага дорослої особини до 1,5 кг. На ногах великі кігті, між пальцями невеликі перетинки. Хвіст порівняно довгий, бере участь у поворотах під водою. Кінцівки і хвіст покриті шорсткою лускою, шкіра голови і шиї гладка. Карапакс забарвлений у темно-оливковий, темно-сірий кольори з жовтими рисками та плямами, трапляються й особини чорного кольору (дитинчата усі чорні).
Молоді особини і самиці мають жовті очі, а самці — червоні. Самці також мають більш плоский панцир, ніж самки і, здебільшого, менші. Хвіст у них майже такий же довгий, як і панцир.
Пристосуванням до життя у воді, є багаті капілярами вирости глотки та анальні міхури, які допомагають отримувати кисень з води. Пластрон має забарвлення від жовтого до темно-бурого. Голова та кінцівки темні, теж мають жовті невеликі плями.

## Поширення
Ареал виду охоплює Південну та Центральну Європу, Передню Азію та північно-західну частину Африки. В Україні мешкає у річках басейну Чорного моря та в Криму. Трапляється у лісових, лісостепових та степових районах, де заселяє болота, плавні, озера, ставки, річкові затоки з мулистим дном.

## Спосіб життя

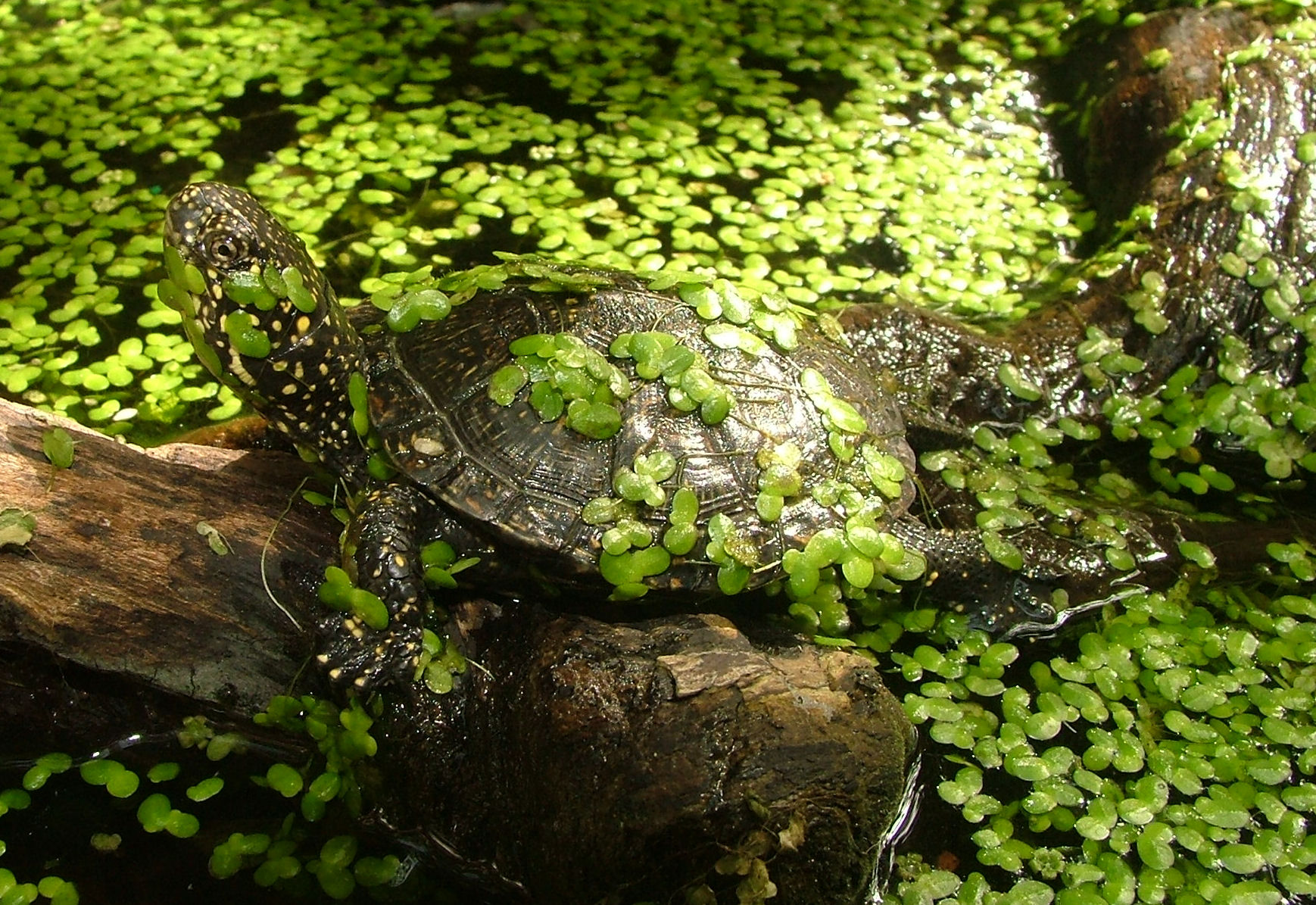
Болотна черепаха європейська підвиду Emys orbicularis galloitalica galloitalica, Тоскана, Італія

Заселяє неглибокі спокійні водойми, тримається на невеликій глибині, повзає дном або плаває. Плаває досить швидко і спритно, по землі рухається значно повільніше, ніж плаває, але швидше за сухопутних черепах. Виходить на берег грітися на сонці, водночас може віддалятись від водойми на кілька сотень метрів, а інколи вони подорожують на відстані до 4 км, далеко від води. Європейські ставкові черепахи соціальні та живуть невеликими групами. Пірнає, тривалий час здатна перебувати під водою, однак під час жвавого руху спливає на поверхню кожні 15 — 20 хвилин, щоби запастись повітрям. Діяльна та жвава вдень, а вночі спить на дні водойми. Здебільшого, тримаються неподалік від водойми й за найменшого натяку на небезпеку, миттєво пірнають на дно, де можуть закопуватись у мул.

## Розмноження. Розвиток

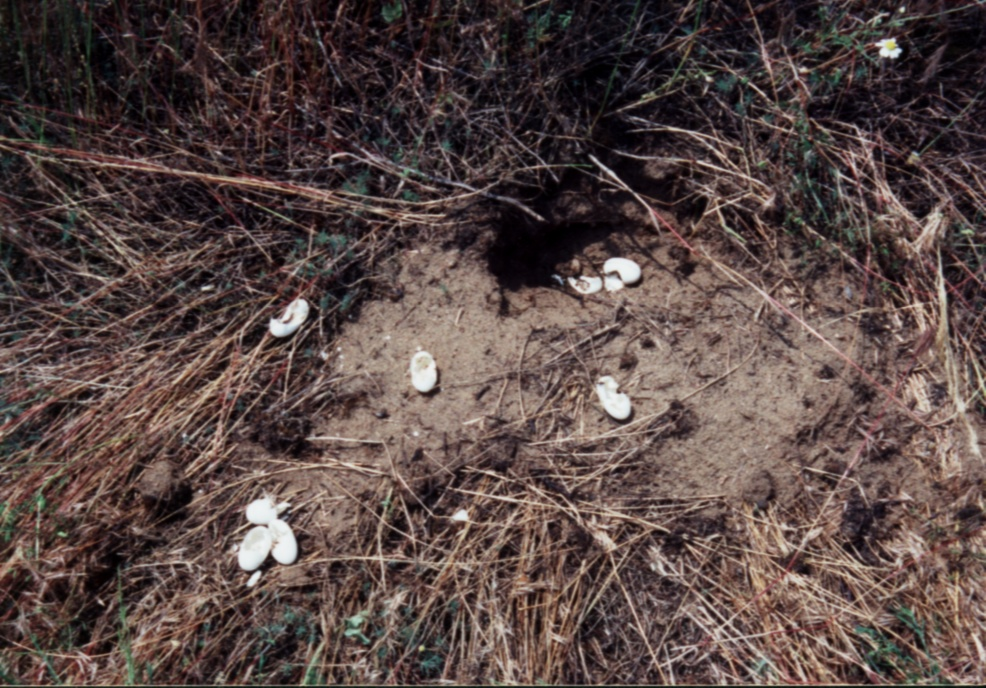
Гніздо болотної черепахи (спустошене хижаками), біля якого порожня шкаралупа яєць.

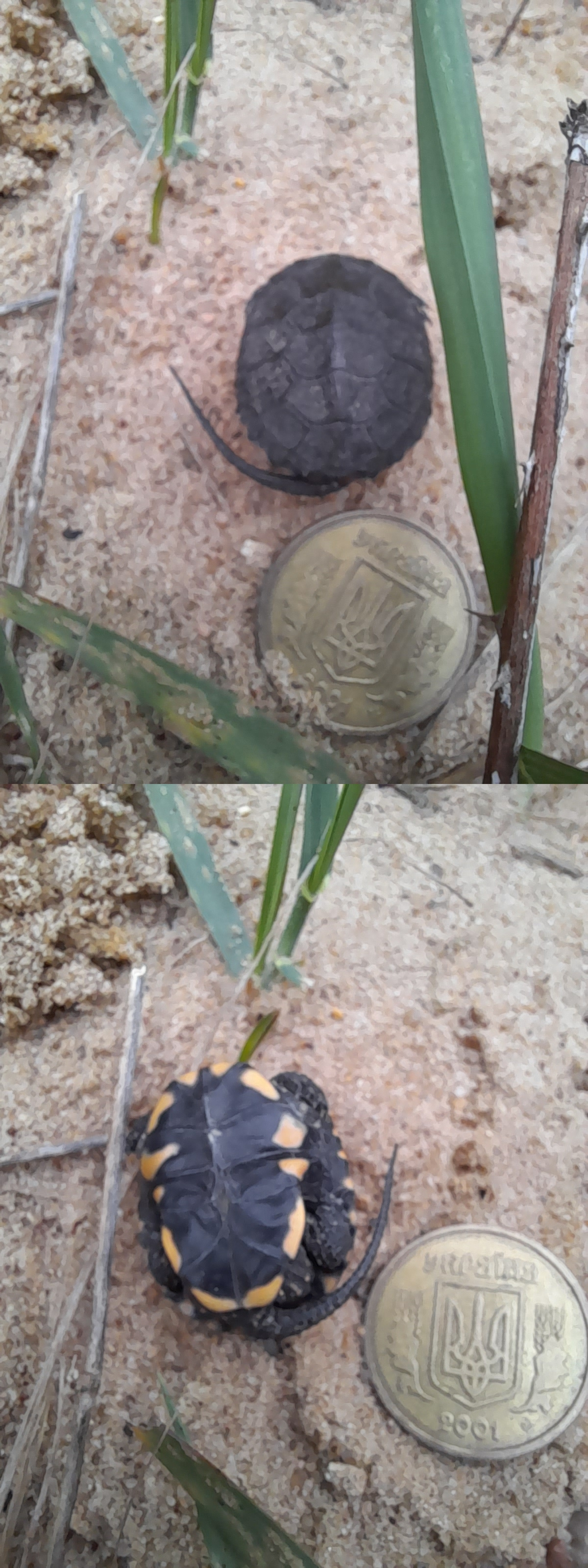
Черепашеня поруч з одно-гривневою монетою діаметром 25 мм

Статевої зрілості набувають у віці 6 — 8 років, коли довжина панцира досягає 9 — 12 см. Самці мають товстіший хвіст та ввігнутий пластрон, у самиць пластрон плоский або трохи опуклий. Парування проходить наприкінці квітня — на початку травня. Сперма самця може зберігатись у статевих шляхах самиці до року. Самиця може робити від 1 до 3 кладок за сезон. У північних та передгірних районах вона робить тільки 1 або 2 кладки. Пошуки місця гніздування дорослими самицями можуть тривати від кількох годин до більше доби. Після того, як місце розташування гнізда встановлено, самки витрачають час на його улаштування, відкладання яєць і закриття, що може тривати ще 4 години. Перевага надається південним схилам, насипам, узліссям тощо. Спочатку задніми лапками викопується гніздова порожнина, яка під вузьким отвором розширюється, як груша. Тверду землю можна пом'якшити водою, яку черепаха носила в анальних мішках. Відкладання яєць відбувається вдень і ввечері в дуже теплі дні. Після відкладання яєць ямка закопується, а ґрунт ущільнюється, щоби пляму можна було розпізнати лише на короткий час за трохи темнішим кольором землі.
З травня по липень самиця відкладає по 9 — 12 яєць у ямку, глибиною 10 — 17 см, яку викопує як зазначено вище, на березі у віддалені від води, причому вони зазвичай, приходять на ті самі місця кладки щороку. У північних частинах ареалу, середня кількість яєць за кладку більше (були знайдені кладки з понад 20 яйцями), у південних менша. Розміри яєць 28 — 33 мм, вага 7 — 8 г. На відміну від багатьох плазунів, яйця європейської болотної черепахи вкриті твердою оболонкою, як у птахів. Інкубаційний період 2 — 3 місяці. Молоді черепашки, що мають дуже маленькі розміри (22 — 25 мм, вага близько 5 г), не виходять з гніздової ямки, вони риють нірки від неї та залишаються у них до весни. Покинувши гніздо, вони прямують до найближчої водойми і вважають за краще залишатися там серед густої захисної підводної рослинності.
Цікаво, що у Дніпровському зоологічному музеї, 2013 року з яєць болотяної черепахи, які протягом декількох місяців були виставковими зразками, вилупилися троє дитинчат. Як їм вдалося вижити і з'явитися на світ в музейних умовах, загадка.
Тривалість життя — кілька десятків років, водночас у ботанічному саду на півдні Франції одна болотяна черепаха жила понад 120 років.

## Живлення
Болотна черепаха всеїдна тварина. Живиться як у воді, так і на суші. У воді раціон зазвичай становлять молюски, личинки комах, дрібні ракоподібні. В Україні, зокрема в Південному Бугу, дуже часто клює на вудку — тоді поплавець поволі занурюється у воду; черепаха легко знімається з гачка (якщо тваринка глибоко заковтнула гачок, можна використати невеличкий патик, яким крізь рот спробувати його відчепити від горла; необережного, може доволі боляче вкусити або пошкрябати пазурами, але укус не шкідливий; рогові краї на щелепах та кігті не такі гострі щоб заподіяти шкоду дорослому). Іноді полює на рибу та земноводних, але хребетні тварини не є основною поживою черепахи. На суші полює на равликів, комах та багатоніжок. З упійманою здобиччю черепаха йде під воду, оскільки лише там може її проковтнути. Велику поживу вона розриває на шматки за допомогою цупких рогових щелеп та пазурів і заковтує їх цілком, не розжовуючи. У пошуку їжі черепаха користується не лише зором, а й нюхом. Може поїдати падло. Крім того, можуть споживати рослинну їжу (водорості та вищі рослини), але така їжа становить тільки невелику частину раціону. Зиму вони проводять у сплячці на дні водойми.

## Загрози
Найбільша популяція цього виду збереглася на території України, але через нелегальне полювання черепахам загрожує винищення.

### Хижаки
У дитинчат та молодняку є численні вороги: дикі свині, борсуки, лисиці та інші викопують кладки. Круки, ворони, сороки, чаплі, фазани та інші великі птахи переслідують дитинчат. Кішки та собаки також є небезпекою. Водночас був помічений шуліка з черепахою в пазурах. Щойно молодь опиниться у воді, щука та сом чигають на свою здобич. З іншого боку, у дорослих тварин досі було мало хижаків. Зокрема, інтродукований єнот, поряд з деякими іншими переселенцями (наприклад пацюк сірий (Rattus norvegicus), всесвітньо успішний неозой), останніми роками став загрозою для всіх стадій розвитку європейської ставкової черепахи. Він здатний розкривати панцирі навіть дорослих особин.

### Інші причини небезпеки
Цьому виду загрожують, насамперед наслідки втручання людини в його довкілля: осушення боліт і заболочених земель, зміни меж водойм, розростання міст і руйнування місць відкладання яєць — все це серйозно впливає на черепах.
Обов'язковою умовою виживання європейської болотяної черепахи є наявність поблизу вод, де вони мешкають, теплих піщаних пагорбів або інших сухих місць для відкладання яєць.
Тоді як Emys orbicularis, раніше ловили і їли у великих кількостях як перекус, сьогодні дорожній рух, можливо, становить найбільшу небезпеку. Самиць часто збивають під час переходу ними доріг у пошуках місць гніздування або на зворотному шляху до водойми, а також згодом це загрожує їхнім дитинчатам. Рибальство також призвело до численних жертв під час використання пасток, через те що черепахи неминуче задихаються у пастках для риби. МСОП класифікує європейську ставкову черепаху як «майже під загрозою зникнення». Для прикладу, у Німеччині вона вважається такою, що перебуває під загрозою зникнення.

### Захисні заходи
Болотна черепаха європейська охороняється в Європейській спільноті Директивою 92/43/ЄС «Про збереження природних оселищ та видів природної фауни і флори» (Додаток IV) та Резолюцією 6 Бернської конвенції.
Наприклад, у Німеччині щодо неї поширюється заборона на володіння та продаж відповідно до статті 42, пункту 2, № 1 і 2 Федерального закону про охорону природи (BNatSchG). Ці заборони не поширюються на тварин, стосовно яких можна довести, що вони отримані внаслідок законного розведення. Однак тоді люди зобов'язані повідомляти про це відповідальні органи із захисту видів. Водночас, заборонено відловлювати, нівечити, вбивати чи заважати розмноженню диких черепах. Цей вид також внесено до Додатка II Директиви про довкілля. Тому держави-члени повинні визначити особливі охоронювані території, для збереження цього виду.
У Польщі, це вид, що охороняється, дуже рідкісний. З 1935 року, його взято під сувору охорону. 1937 року, були зроблені спроби реінтродукції цих рептилій у болота поблизу Копаниці. Занесений до Червоної книги Польщі з категорією загрози EN, тобто вид дуже високого ризику, якому загрожує зникнення. Заради збереження популяції європейської болотної черепахи у Польщі, вживаються заходи щодо охорони місць кладки яєць та штучної інкубації цих плазунів у ті роки, коли літо надто коротке та холодне. Після вирощування (першої зими) їх випускають у природне середовище (2004 року, у Любуському воєводстві 150 малих ставкових черепах, випустили в річку Іланка).
Європейська болотяна черепаха зникла у Швейцарії на початку 20-го століття, а з 2010 року вона перебуває в процесі реінтродукції. Оскільки водно-болотяні угіддя різко скоротилися протягом останніх двох століть у Швейцарії, популяції європейської болотної черепахи зникли з кількох регіонів.
В Австрії, останню природно розмножену популяцію болотяної черепахи, можна знайти в Донау-Ауен на схід від Відня, а також деякі випущені особини на Вінербергу (Wiener Berg — гірський хребет на південній околиці Відня; ці терени є частиною найбільш густонаселеного району Фаворитен, і після конкурсу ідей містобудування у 1980-х роках, тут розташовується рекреаційна зона Вінерберг загальною площею 117 гектарів, 90 гектарів з яких охороняються).
Європейська болотяна черепаха повністю охороняється у Франції, але в окремих місцевостях її поширення та чисельність різко зменшується. Раніше ця черепаха була дуже розповсюдженою, але її скорочення пов'язано з двома основними причинами:
- Споживання черепах населенням в їжу (до початку 19 століття на півдні Франції).
- Забруднення довкілля та діяльність людини, основна причина зменшення популяцій болотяної черепахи: каналізація, бетонування та забруднення водотоків руйнують біотопи болотної черепахи; їй загрожують і пожежі.[23] Певні зоопарки (члени Французької асоціації зоологічних парків), уповноважені вирощувати та розводити болотяну черепаху й можуть брати участь у програмах реінтродукції ставків.[24]

Вид також занесено до Червоної книги Білорусі (2002), Латвії (1991), Литви (1992) та Молдови (1978).

## Практичне значення
У середні віки в країнах Європи м'ясо болотяної черепахи споживали, особливо під час посту, оскільки його вважали, як і м'ясо риби, пісним. Зараз черепахи є поширеним об'єктом для розведення у тераріумах. Приносить користь, знищуючи личинок комарів та хворих риб. Болотна черепаха — санітар водойм. Попри всю свою спритність у воді, їй вдається спіймати лише хвору або поранену рибу, що загалом сприяє покращенню популяцій риб.

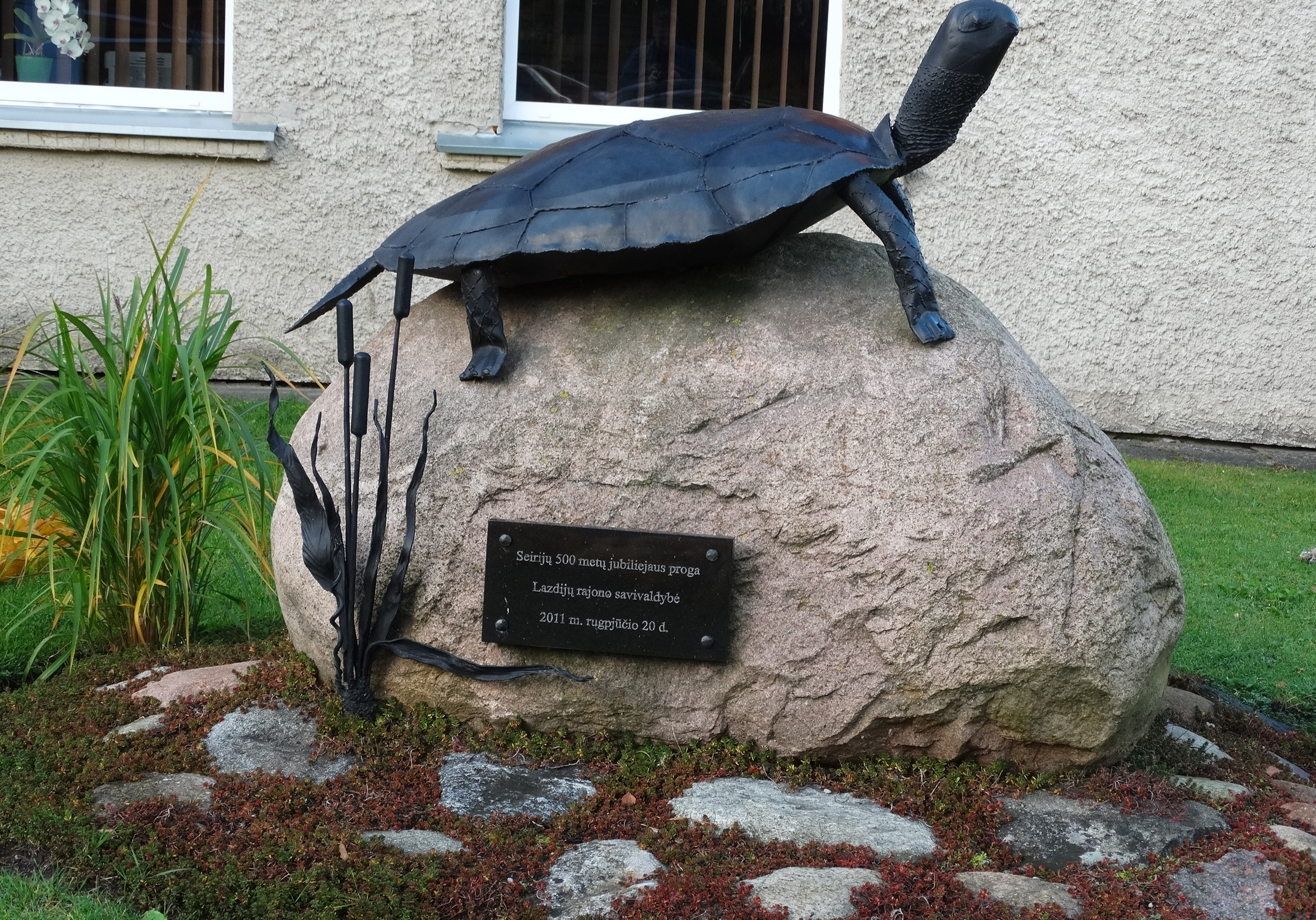
Seirijai, miesto simbolis vėžlys

У Даугавпілсі (Латвія) болотній черепасі поставлено пам'ятник. У Литві, де проводиться програма зі збільшення кількості болотних черепах, і в заповіднику з охорони черепашача популяція збільшена до 500 особин, у місті Сейріяй поряд з місцем проживання даного виду, болотна черепаха оголошена символом міста (відображення на гербі, пам'ятник).

## Галерея

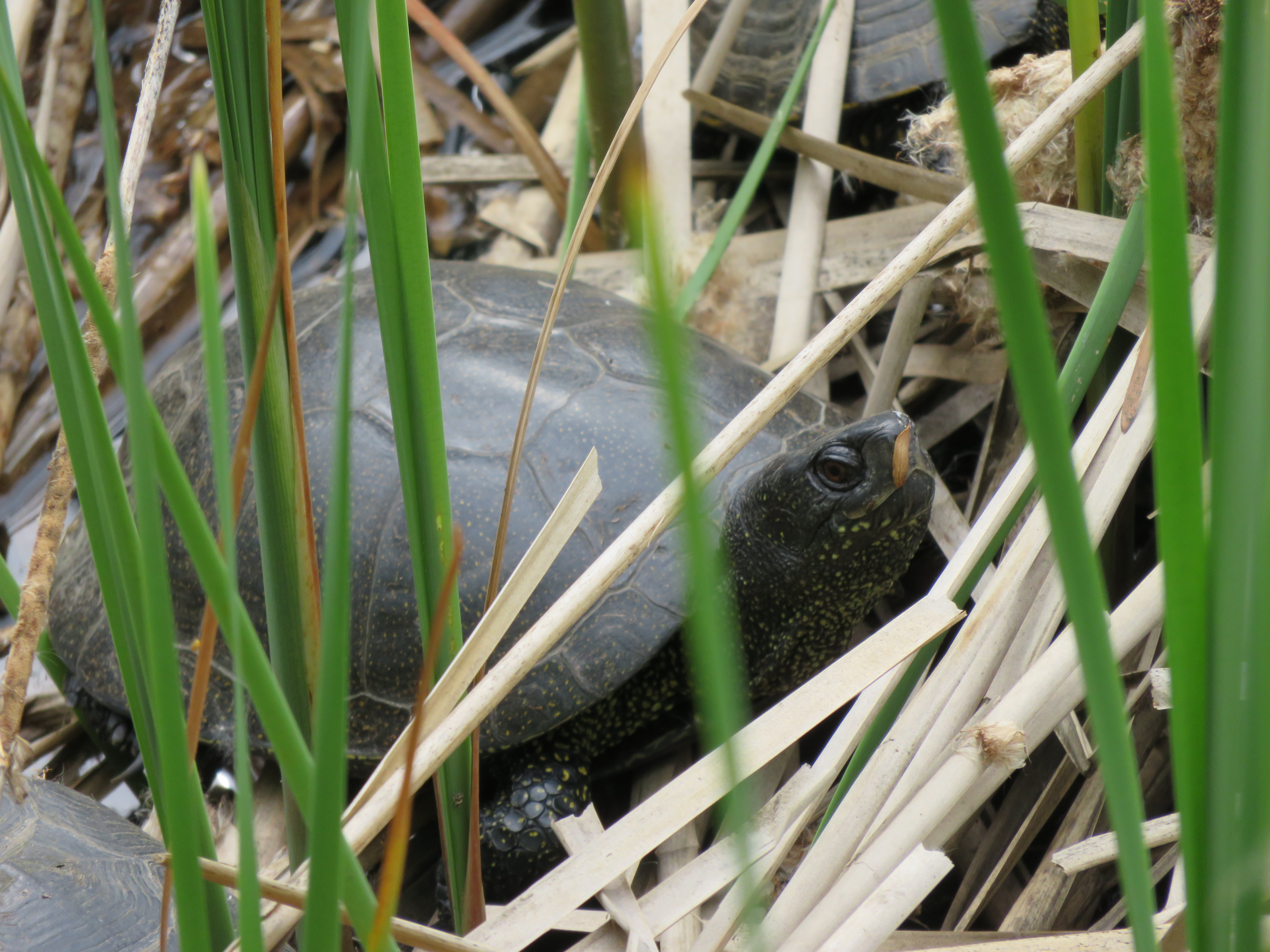
Нижній із Оріхуватських ставків у Голосіївському парку ім. М.Рильського, Київ, Україна
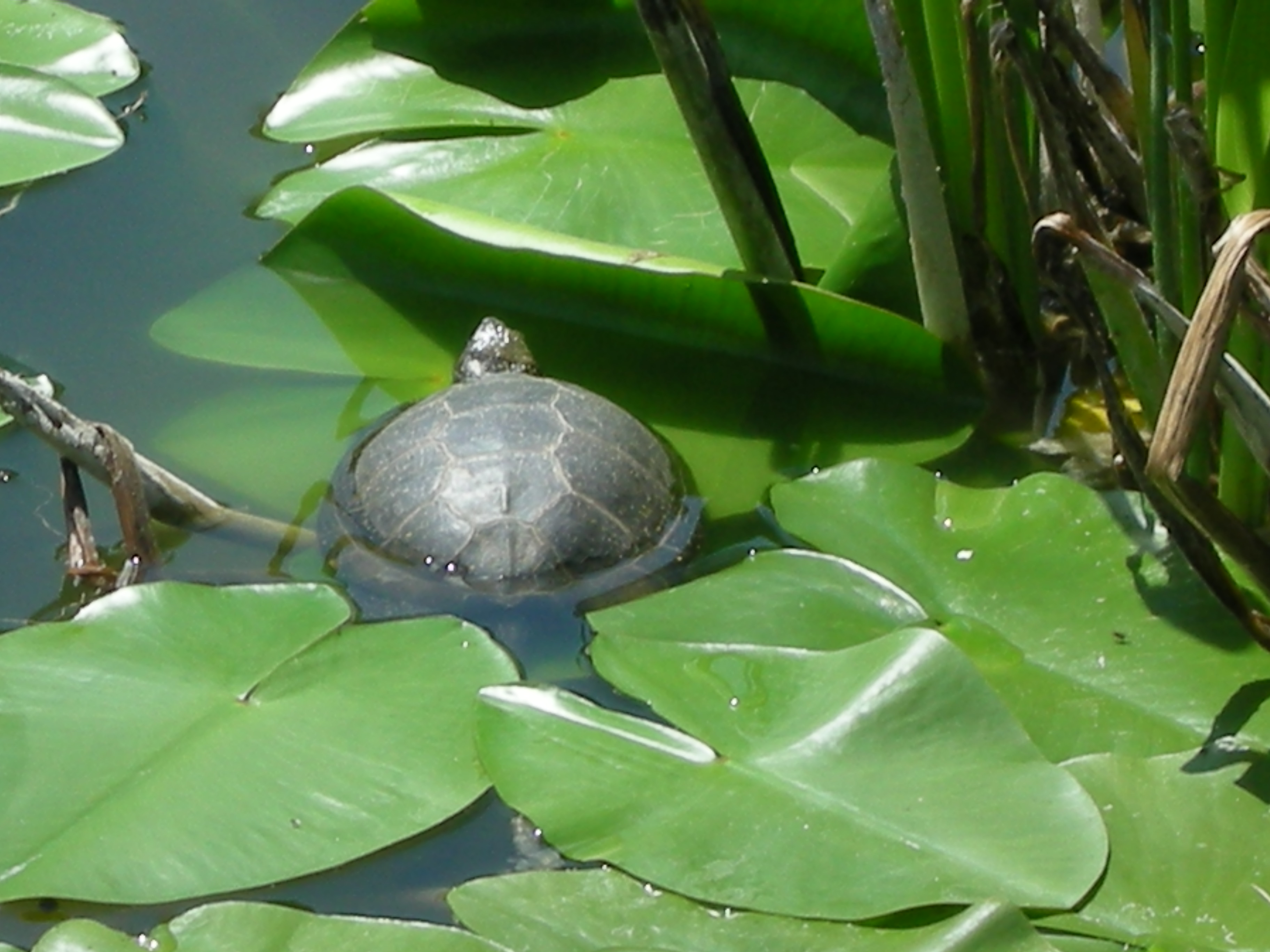
Дебрецен, Угорщина
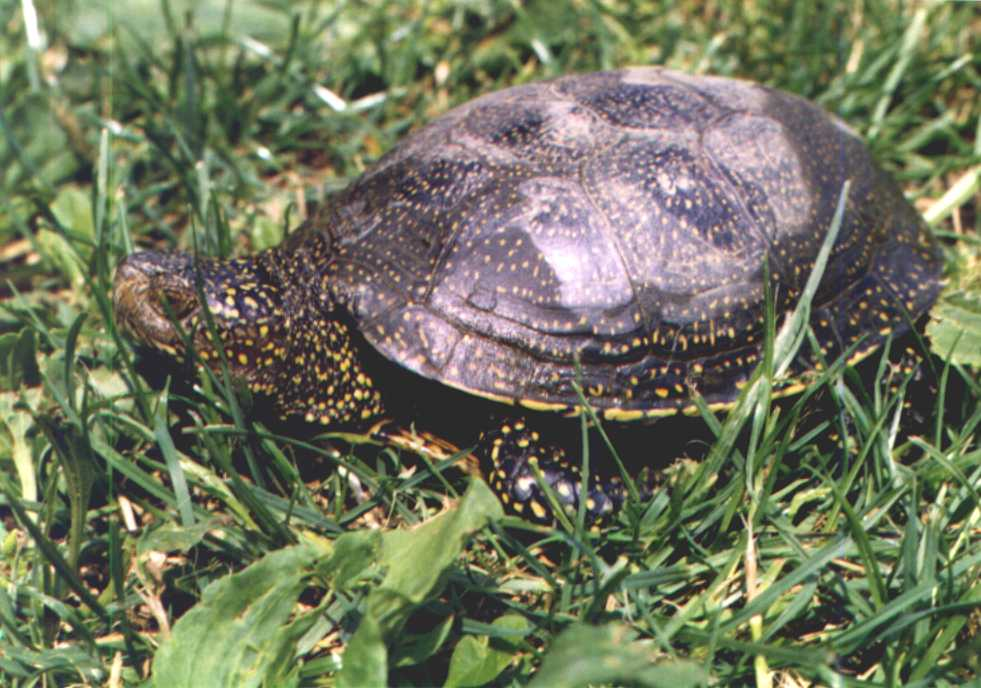
Стреда-над-Бодроґом, Словаччина
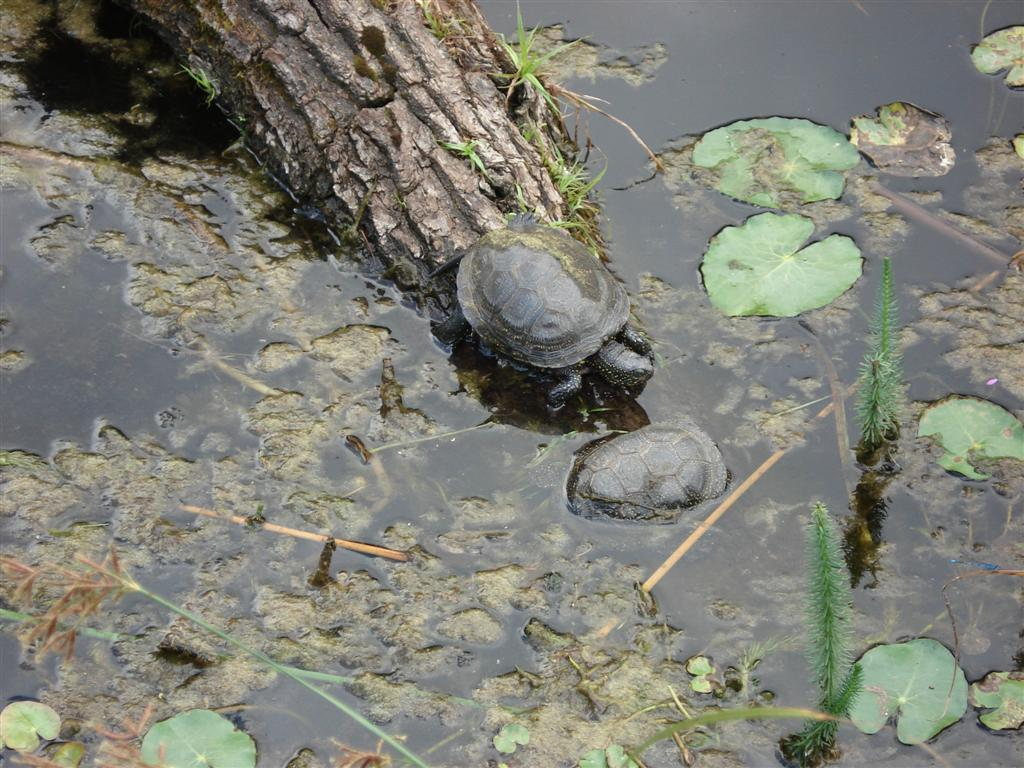
Бад-Мергентгайм, Німеччина
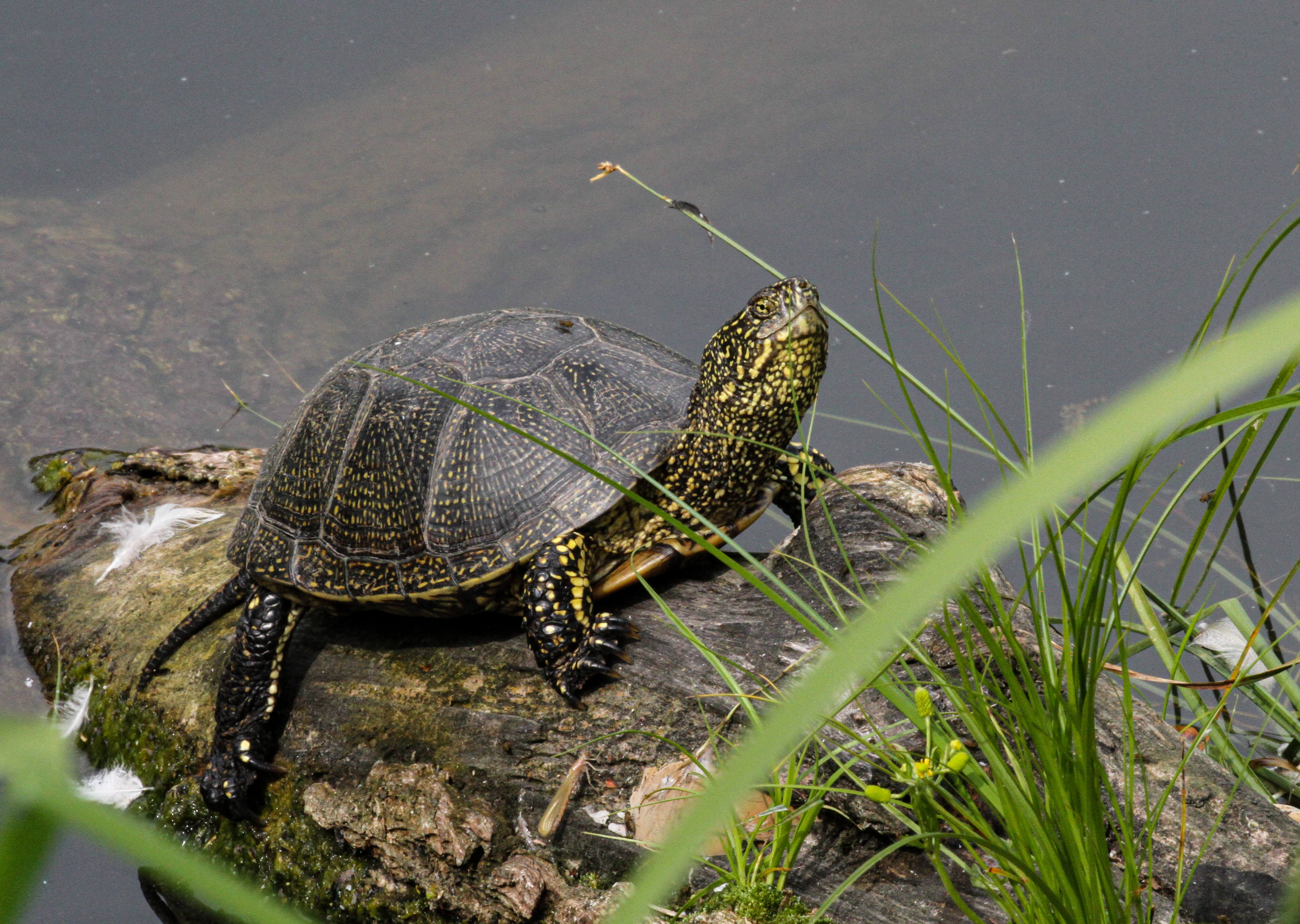
Болотяна черепаха на озері Стосика, м. Львів, Україна
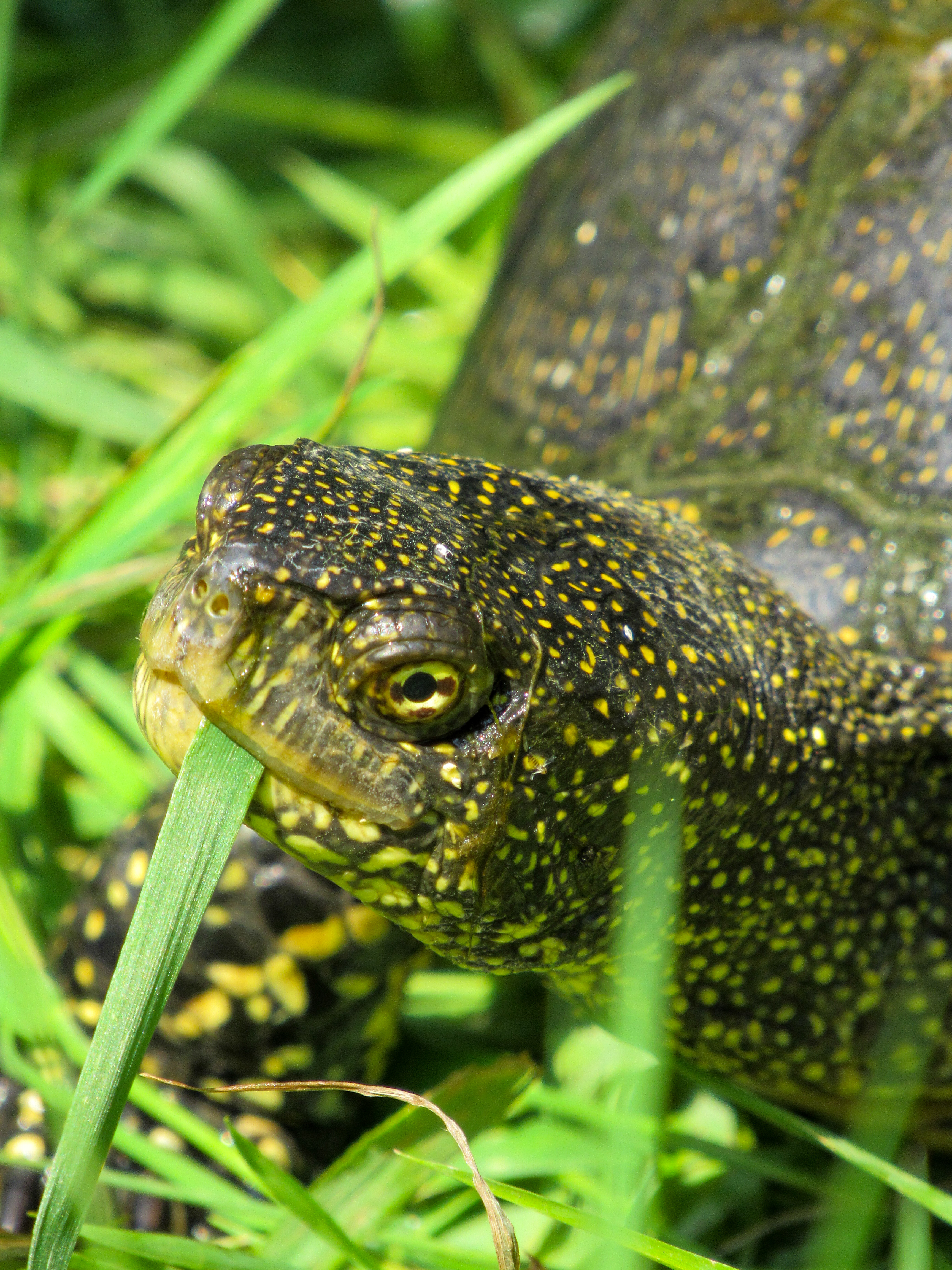
Болотна черепаха європейська їсть траву біля річки Саржинка, Харків
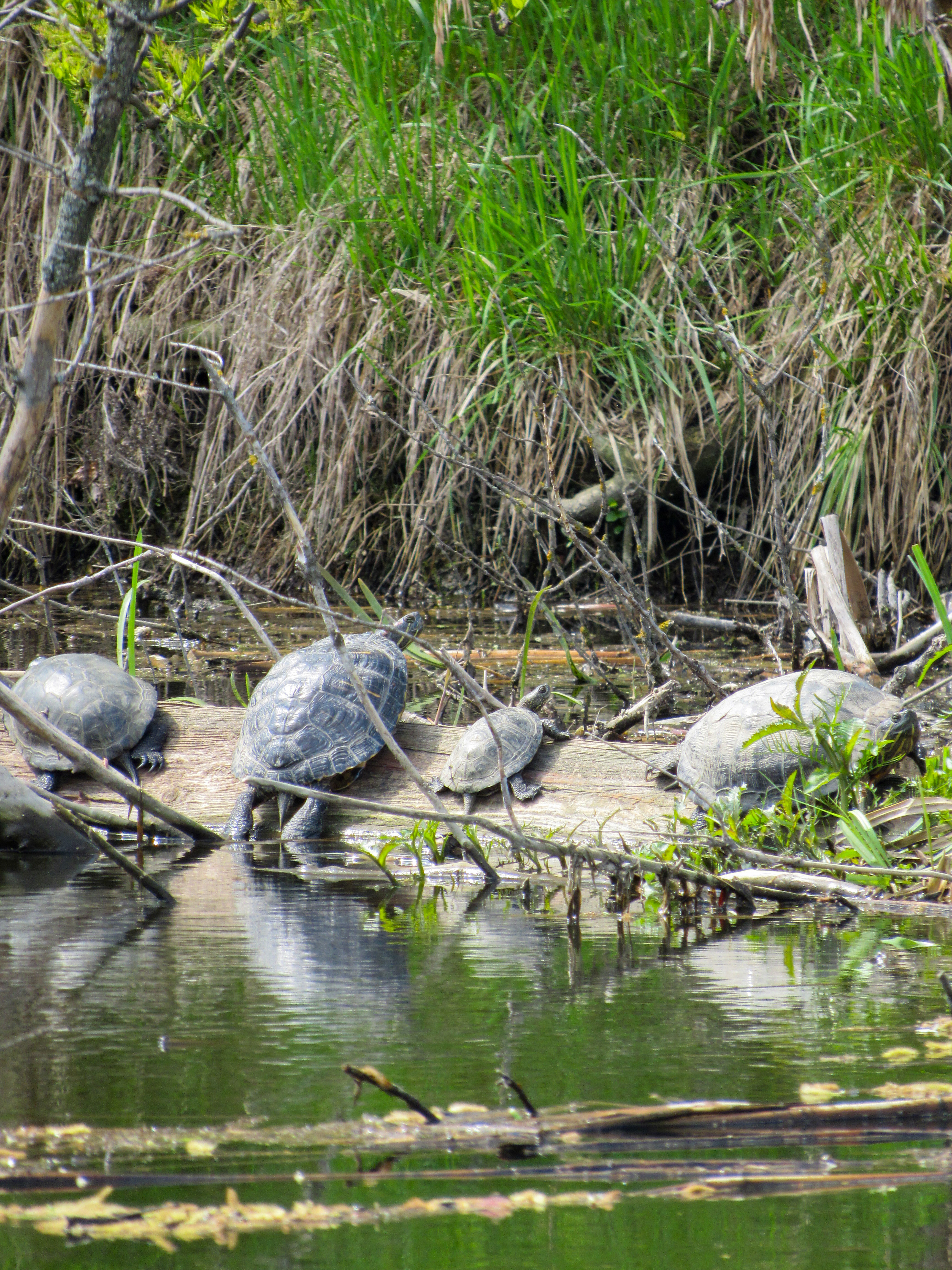
Декілька черепах на березі річки Лопань, Харків.